# Mount Chichantna

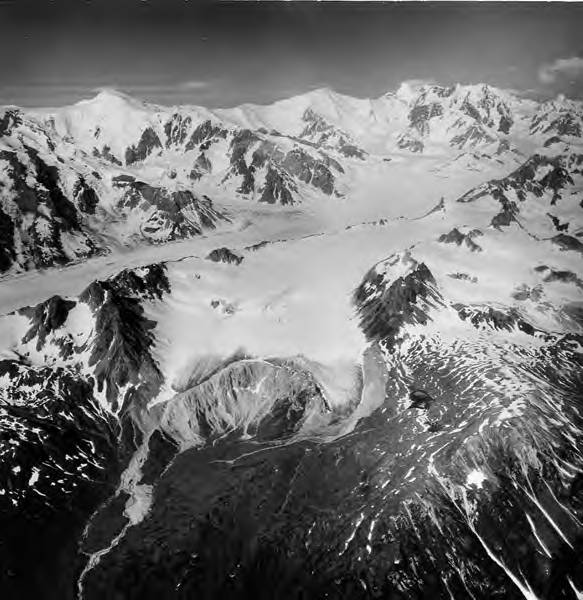
Blick von Nordosten auf den Dogshead- und den Capps-Gletscher; links im Bild der Mount Chichantna; Aufnahme aus dem Jahr 1965.

Der Mount Chichantna ist ein 3320 m hoher Berg in den Tordrillo Mountains in Alaska. Er ist der sechsthöchste Gipfel der Gebirgsgruppe.

## Lage
Der Mount Chichantna befindet sich etwa 130 km westlich von Anchorage im Süden der Tordrillo Mountains. Ein Bergkamm führt anfangs nach Süden, später nach Osten zum 3,75 km südsüdöstlich gelegenen Gipfel des Schichtvulkans Mount Spurr, dem nächstgelegenen höheren Gipfel. Nach Nordwesten führt ein Bergkamm zum Mount Nagishlamina und weiter zum Mount Torbert. Das Gebiet ist von Gletschern bedeckt. Unterhalb der Südwestflanke des Mount Chichantna befindet sich das Nährgebiet des Barrier-Gletschers. Der Capps-Gletscher entwässert die Nord- und Südflanke des Berges nach Norden bzw. Osten.

## Namensgebung
Der Bergname leitet sich vom Chichantna River ab, dem Abfluss des Capps-Gletschers. Der Name aus der Eskimo-Sprache Dena’ina bedeutet in etwa „vom Gletscherstrom“.